# Lispinodes hawaiiensis
Lispinodes hawaiiensis är en skalbaggsart som beskrevs av Sharp 1908. Lispinodes hawaiiensis ingår i släktet Lispinodes och familjen kortvingar. Inga underarter finns listade i Catalogue of Life.